# Хари Фојт
Хари Карл Фојт др. мед (Берлин, 15. јун 1913 — Барвер, 29. октобар 1986) је био немачки атлетски репрезентативац који се такмичио као репрезентативац Нацистичке Немачке на Олимпијским играма 1936. у Берлину у трци штафета 4 х 400 м и освојио бронзану медаљу. Поред њега у штафети су још били Хелмут Хаман, Фридрих Фон Штилпнагел, Рудолф Харбиг.
На Европском првенству 1934. у Торину, немачка штафета у саставу Хелмут Хаман, Ханс Шеле, Хари Фојт и Адолф Мецнер је освојила титулу у трци штафета на 4 х 400 м.
Хари Фојт је био члан немачког Спортског клуба Алианц Берлин. Током спортске каријере био је висок 185 м тежак 76 кг.
Лични рекорд на 400 м 48,00 (1933)